# Județul Covasna
Pentru alte utilizări ale toponimicului, vedeți pagina de dezambiguizare Covasna (dezambiguizare).
Covasna (în maghiară Kovászna) este un județ situat în sud-estul Transilvaniei, în zona centrală a României. Reședința județului este municipiul Sfântu Gheorghe. Cu excepția sudului extrem al județului, teritoriul acesta face parte din Ținutul Secuiesc, o regiune istorică și etnografică caracteristică, locuită majoritar de secuii maghiari. Astfel, conform datelor recensământului din 2011, peste 73% din locuitorii județului s-au declarat maghiari.
Județul fost înființat în anul 1968, după desființarea Regiunii Brașov. Cea mai mare parte a teritoriului județului a făcut parte în perioada interbelică din județul Trei Scaune, cu reședința la Sfântu Gheorghe, și din județul Odorhei, cu reședința la Odorhei. Județul Covasna se află situat în centrul României, în partea internă a Carpaților de Curbură.

## Vecini
Județul Covasna se învecinează în est cu județul Bacău și județul Vrancea, în sud-est cu județul Buzău, în sud-vest cu județul Brașov iar în partea de nord cu județul Harghita. Situat în partea de sud-est a Transilvaniei, teritoriul acestui județ este legat de spațiul extracarpatic prin pasurile Buzău și Oituz precum și prin mai multe trecători ale Carpaților Răsăriteni.

## Suprafață
Suprafața totală este de aproximativ 3.705 kmp.

## Relief
Teritoriul județului include în limitele sale o unitate geomorfologică foarte complexă, cu pronunțate diferențe de altitudine și masivitate, rezultate în urma mișcărilor tectonice, distingându-se două zone bine conturate: depresionară și muntoasă.

##### Zona de munte
Munții ocupă mai mult de jumătate din suprafața județului și au vârfurile teșite și sunt acoperiți în marea lor majoritate de păduri.
- Munții Baraolt, situați în partea de vest a județului, pe direcția nord-vest, cu vârfuri cuprinse între 700 și 900 m.(Dealu Mare de 732 m, Bodoș de 820 m, Vârful Foarfecii de 867 m, Culmea Ascuțită de 934 m.)
- Munții Harghita, la nord de Munții Baraolt, sunt prezenți pe teritoriul județului Covasna cu partea lor vestică, cu înălțimi ce variază între 900 și 1.100 m, având însă și câteva vârfuri pe care se află urmele unor cratere vulcanice ce au înălțimi ce ajung până la 1.558 m.(La Vârful Mare cu 1.196 m, Pilișca Mare cu 1.373 m, Tărăboiu cu 1.391 m. ) în Muntele Cucului.
- Munții Bodoc se află în partea nord-centrală a județului, întinzându-se între Tușnad și Angheluș pe o lungime de 30 km, cu înălțimi între 800 și 1.100 m, unele depășind aceste înălțimi: Sorocul Lung-1.170 m, Boboc-1.193 m, Vârful Pădurii-1.213 m, Sarheghi-1.225 m. și Cărpiniș cu 1.241 m.
- Munții Nemira (cu sectorul lor sudic) în partea nord-vestică a județului.Partea vestică a acestor munți se caracterizează, în general, prin înălțimi cuprinse între 800 și 1.200 m.(Vârful Poiana cu 1.040 m. și Polia  cu 1.199 m.), însă partea estică este formată din masivul muntos cu vârfurile cele mai înalte (Vârful Nemira-Țiganca cu 1.626 m. și Șandru Mare cu 1.640 m.).
- Munții Vrancei aparțin județului Covasna numai prin nivelul de cea mai mare altitudine, prin vârfurile cu înălțimi de peste 1.500 m: Vârful Lepșii cu 1.390 m, Vârful Mușat cu 1.503 m, Vârful Astagul Mare cu 1.526 m, Vârful Izvoarele Putnei cu 1.534 m, Vârful Anișoara cu 1.645 m. și Vârful Lăcăuți cu 1.777 m.
- Munții Brețcului mărginiți la vest de Depresiunea Târgu Secuiesc, iar la est de izvoarele Oituzului și ale râului Bâsca Mare. Înalțimile cele mai mari sunt: Vârful Bariț cu 1.193 m, Vârful Chiuzul Păpăuți cu 1.320 m, Vârful Piatra Șoimului cu 1.337 m. și Vârful Pilișul Covasnei cu 1.369 m.
- Munții Buzăului
- Munții Întorsurii sau Clăbucetele Întorsurii, au altitudini mai reduse doar câteva culmi depășind 1.000 m: Vârful Chirușul Mare-1.012 m, Vârful Cașcut-1.079 m. și Vârful Tistaș cu 1.167 m.
- Bazinetul Comandău

##### Zona depresionară

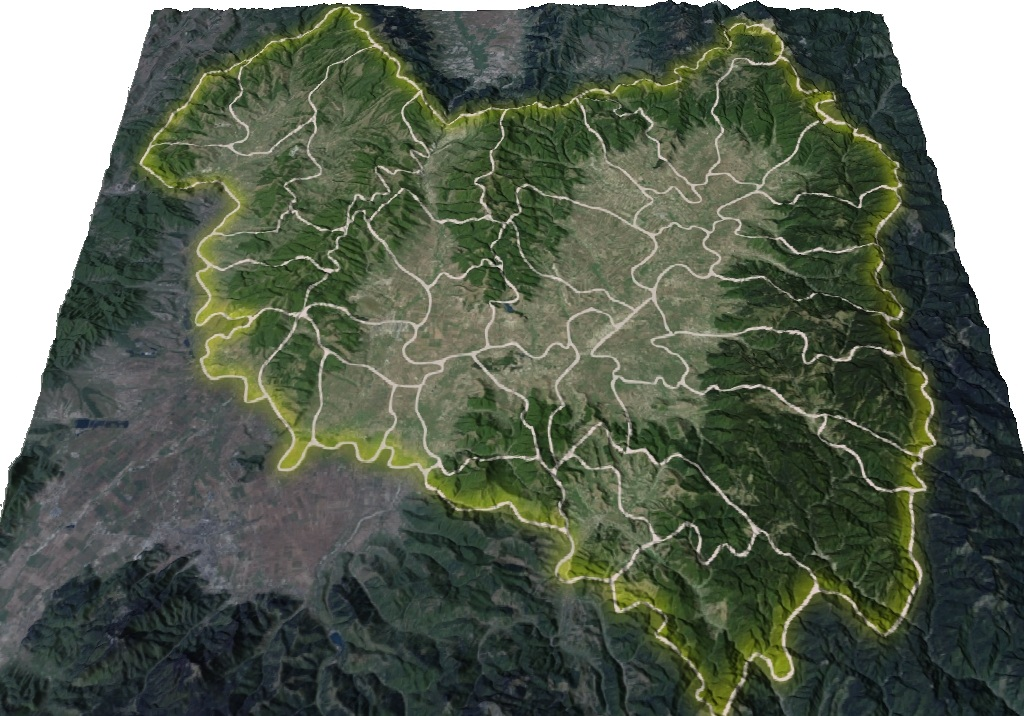
Harta administrativă a Județului Covasna 3D

- Depresiunea Baraolt situată în partea de nord-vest a județului încadrată de Munții Perșani și Baraolt.
- Depresiunea Sfântu Gheorghe, partea central-nordică a Depresiunii Brașovului, delimitată de Munții Baraolt, Bodoc și Culmile Tărlungului, se întinde pe o lungime de aproximativ 30 km. și o lățime de 10–12 km.
- Depresiunea Târgu Secuiesc, partea estică a Depresiunii Brașov, delimitată din nord-vest și din nord de Munții Bodocului și Munții Nemirei, din sud și sud-est de Munții Brețcului și Munții Întorsurii iar din sud-vest de culoarul piemontan de la Reci.

## Apele județului
- Râul Olt este principala arteră hidrografică, pe teritoriul județului Covasna având o lungime de aproximativ 150 km. și colectează majoritatea cusurilor din această zonă.
- Râul Negru, afluentul cel mai important al Oltului străbate partea estică a județului de la nord-est spre sud-vest și izvorăște din versantul sudic al vârfului Șandru Mare (Munții Nemira).
- Râul Buzău cu afluenții Bâsca Mare și Bâsca Mică, traversează partea de sud și sud-est a județului.

Teritoriul județului Covasna este bogat în izvoare de ape minerale înșiruite  de-a lungul a două linii orientate pe direcția nord-sud, prima pe versantul vestic al Munților Bodoc unde găsim izvoarele de la Băile Șugaș, Bodoc, Arcuș, Balvanyos, Micfalău și Malnaș-Băi cu ape carbogazoase, bicarbonate, potasice, calcice, magnezice, cloruro-sodice etc.

## Climă
Județul Covasna are o climă moderată, cu veri călduroase și ierni geroase. Maxima absolută a temperaturii a fost de 39,3 grade și a fost înregistrată în anul 1952 în localitatea Păpăuți iar minima absolută, de -35,2 grade, a fost înregistrată la Întorsura Buzăului în anul 1947.

## Flora și fauna
Flora cuprinde o mare varietate de:
- arbori: molid, fag, stejar, gorun, mesteacăn, arin, răchită, salcie.;
- arbuști: alunul, murul.;
- ierburi și specii de flori: coada șoricelului, păiuș, cinci degete, firuța, pelinul, rogozul, papura, lintița, săgeata apei, brebenei, brândușă.

Fauna este foarte variată, grație mulțimii biotopurilor întâlnite din valea Oltului până pe vârful muntelui, alcătuită din specii de mamifere, păsări, reptile și amfibieni.

## Rețeaua căilor rutiere
- E578: Sărățel-Reghin-Toplița-Gheorgheni-Miercurea Ciuc-Sfântu Gheorghe-Chichiș
- E574: Craiova-Pitești-Brașov-Târgu Secuiesc -Onești-Bacău
- DN11B: Târgu Secuiesc-Sânzieni-Valea Seacă-Cozmeni
- DN11C: Târgu Secuiesc-Turia-Băile Bálványos-Bixad
- DN12: Brașov-Sfântu Gheorghe-Băile Tușnad-Miercurea Ciuc-Toplița
- DN13E: Feldioara-Araci-Sfântu Gheorghe-Reci-Covasna-Zagon-Întorsura Buzăului
- DN2D: Focșani-Tulnici-Târgu Secuiesc
- DJ114: Sânzieni-Poian-Belani-Estelnic-Mereni-Lemnia
- DJ121: Târgu Secuiesc-Catalina-Imeni-Zăbala-Covasna
- DJ121A: Aita Mare-Aita Medie-Valea Crișului-Ghidfalău-Moacșa-Boroșneu Mare-Boroșneu Mic-Întorsura Buzăului
- DJ121B: Sfântu Gheorghe-Arcuș-Valea Crișului
- DJ121C: Sfântu Gheorghe-Șugaș Băi
- DJ121F: Cernat-Catalina-Ghelința
- DJ122: Micfalău-Bățanii Mari-Biborțeni-Baraolt
- DJ122B: Malnaș-Malnaș Băi-Micfalău

## Rețeaua căilor feroviare
- Tronson Sfântu Gheorghe-Covasna-Brețcu
- Tronson Sfântu Gheorghe-Bodoc-Tușnad-Miercurea Ciuc
- Tronson Sfântu Gheorghe-Brașov

## Populația

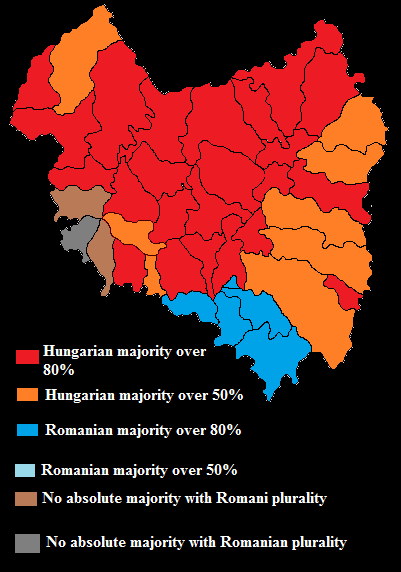
Harta etnică a Județului Covasna, bazată pe recensâmăntul din 2011.

Județul Covasna are o populație de 222.449 locuitori, din care peste 59% trăiesc în mediul rural. În județul Covasna, există 164.158 etnici maghiari, adică 73,7% din totalul populației. 
Componența etnică a județului Covasna
     Români (23,3%)
     Maghiari (73,79%)
     Romi (2,7%)
Populația Județului Covasna: 
- maghiari – 164.158
- români – 51.790
- romi  – 5.973

Județul Covasna - evoluția demografică

050.000100.000150.000200.000250.0001930195619772002populațiePopulația istorică din Județul Covasna
Date: Recensăminte sau birourile de statistică - grafică realizată de Wikipedia

## Scurt istoric
Teritoriul județului Covasna a fost locuit încă din cele mai vechi timpuri, începând încă din paleolitic, după cum o dovedesc săpăturile arheologice făcute la Lădăuți, Sita Buzăului sau Valea Brădetului. Trecerea la neolitic începe cu purtătorii culturii Storcevo-Criș, cea mai mare densitate a descoperirilor acestei culturi este atestată în Depresiunea Târgu Secuiesc (Leț).
După cultura Storcevo-Criș o largă răspândire va cunoaște în această parte a Transilvaniei, cultura Boian, urmată de cultura Precucuteni care după toate probabilitățile se naște în aria Carpaților Răsăriteni, zona de confluență a culturii Boian și a ceramicii liniare. În perioada de tranziție de la eneolitic la epoca bronzului pe teritoriul județului a fost răspândită cultura Coțofeni urmată de cultura Schneckenberg, atribuită celei de a doua părți a epocii bronzului. Bronzul mijlociu aparține culturii Wietemberg care domină toată Transilvania, pe teritoriul județului Covasna această cultură este reprezentată prin cetățile descoperite la Turia, Țufalău și Pădureni.
În perioada târzie a bronzului apare cultura Noua, descoperiri privind această cultură fiind făcute la Zoltan și Brăduț. Cercetările efectuate pe teritoriul județului Covasna au relevat perioada de început a epocii fierului. Recent, în orașul Sfântu Gheorghe a fost descoperită o așezare aparținând culturii Gâva. Numeroasele descoperiri și săpături sistematice au dovedit o intensă locuire de către daci pe întreg teritoriul județului, una din cele mai importante cetăți dacice este cercetată la Cetatea Zânelor de lângă orașul Covasna. Despre viața economică intensă desfășurată de daci în această zonă stau mărturie numeroasele tezaure monetare, ceea ce ne arată că dacii de aici aveau legături comerciale cu orașe grecești aflate la mare distanță dar și cu lumea romană.
În perioada romană pe cuprinsul  întregului județ a pulsat o viață intensă, dovadă fiind numeroasele descoperiri făcute, printre care se înscriu castrele romane de la Brețcu (Augustia), Boroșneu Mare, Comolău / Reci și Olteni, ce intrau în sistemul defensiv al Daciei Romane. Pentru perioada postromană este atestată cultura Sântana de Mureș-Cerneahov (secolul al IV-lea).
Pentru secolul al V-lea și secolul al VII-lea sunt atestate urme ale gepizilor iar perioada dintre secolul al VI-lea și secolul al XII-lea a fost marcată de pătrunderi în mediul autohton de populații migratoare (slavi, maghiari, avari, etc).
În secolul al XII-lea dar și în secolul al XIII-lea această zonă a fost colonizată de secui. 

## Economie
Importanța economică a acestui județ este bazată pe bogăția subsolului în hidrominerale și gaze mofetice. Rezervele de ape minerale  de mai multe tipuri hidrochimice, sunt valorificate pe scară industrială sub forma apelor minerale îmbuteliate (Biborțeni, Malnaș, Vâlcele, Șugaș). Zăcămintele de bioxid de carbon sunt folosite în stațiunile balneoclimaterice de la Covasna și Malnaș în tratamentul unor boli digestive, boli de nutriție și boli cardiovasculare. Un rol important în economia județului îl au: industria constructoare de mașini și echipamente agricole (Sfântu Gheorghe); industria de prelucrare a lemnului și confecționarea de mobilier (Târgu Secuiesc); industria textilă, de confecții și tricotaje; industria alimentară prin prelucrarea cărnii și a laptelui; agricultura prin exploatarea terenurilor și creșterea animalelor; turismul etc.
Județul Covasna, cel mai mic din România ca număr de locuitori, a fost un reper pentru industria construcțiilor de mașini, dar și un simbol pentru piața de tutun din România, aici producându-se până în urmă cu circa patru ani mărcile de țigări Carpați și Snagov.
Cele circa 4.600 de companii active în județ au realizat împreună o cifră de afaceri de 1,1 miliarde de euro în anul 2013, ceea ce plasează Covasna pe ultimele locuri în România la acest capitol alături de Caraș-Severin, Vaslui și Botoșani și în fața celui mai slab județ din România-Mehedinți, în care firmele au avut un rulaj total de 0,9 mld. euro.
În anul 2004, Zona Covasna-Harghita concentra cele mai multe firme implicate în industria confecțiilor din țară.
În 2001, chiar, ambasadorul de atunci al Statelor Unite, James Rosapepe era impresionat de faptul că zona Târgu Secuiesc deține supremația mondială în ce privește numărul de pantaloni pe cap de locuitor.
"Ar trebui ca locul să se numească "Valea Pantalonilor", afirma ambasadorul, făcand analogie la celebrul "Silicon Valley" din California.

## Monumente și atracții turistice
- Mestecănișul de la Reci (sit Natura 2000)
- Mestecănișul de la Reci și Bălțile de la Ozun-Sântionlunca (rezervație naturală)
- Cheile Vârghișului
- Dealul Ciocaș - Dealul Vițelului (arie naturală protejată)
- Turbăria Ruginosu
- Peștera Gaura Tătarilor Vârghiș
- Peștera Puturosul de la Balvanyos
- Lacul Moacșa
- Planul Înclinat de la Comandău Covasna
- Balta dracului din stațiunea Covasna
- Pasul Vadaș din Munții Baraolt, Aita Mare
- Biserica de lemn din Poian, construcție 1762, monument istoric
- Biserica fortificată din Zăbala, construcție secolul al XIV-lea
- Bicerica reformată de la Araci, construcție secolul al XIV-lea
- Biserica reformată din Belin, construcție secolul al XVIII-lea, monument istoric
- Biserica reformată de la Biborțeni, construcție secolul al XVI-lea
- Biserica reformată din Bicfalău, construcție secolul al XV-lea, monument istoric
- Biserica Sfântul Nicolae din Brețcu, construcție 1783, monument istoric
- Mănăstirea Mărcuș
- Mănăstirea Schimbarea la Față de la Sita Buzăului
- Cetatea Păgânilor, Balvanyos construcție secolul al X-lea
- Cetatea țărănească de la Cernat, construcție secolul al XII-lea

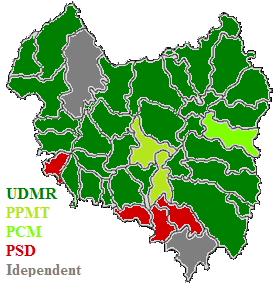
Harta politică a județului Covasna

- Cetatea Sfântu Gheorghe
- Cetatea țărănească de la Ilieni, monument istoric și de arhitectură din secolul al XV-lea
- Cetatea țărănească de la Aita Mare, construcție secolul al XVI-lea
- Cetatea Zânelor, Covasna

## Politică și administrație
Județul Covasna este administrat de un consiliu județean format din 30 consilieri. În urma alegerilor locale din 2024, consiliul este prezidat de Sándor Tamás de la UDMR, iar componența politică a Consiliului este următoarea:
|  | Partid                                 | Consilieri | Componența Consiliului | Componența Consiliului | Componența Consiliului | Componența Consiliului | Componența Consiliului | Componența Consiliului | Componența Consiliului | Componența Consiliului | Componența Consiliului | Componența Consiliului | Componența Consiliului | Componența Consiliului | Componența Consiliului | Componența Consiliului | Componența Consiliului | Componența Consiliului | Componența Consiliului | Componența Consiliului | Componența Consiliului | Componența Consiliului | Componența Consiliului | Componența Consiliului |
|  | -------------------------------------- | ---------- | ---------------------- | ---------------------- | ---------------------- | ---------------------- | ---------------------- | ---------------------- | ---------------------- | ---------------------- | ---------------------- | ---------------------- | ---------------------- | ---------------------- | ---------------------- | ---------------------- | ---------------------- | ---------------------- | ---------------------- | ---------------------- | ---------------------- | ---------------------- | ---------------------- | ---------------------- |
|  | Uniunea Democrată Maghiară din România | 22         |                        |                        |                        |                        |                        |                        |                        |                        |                        |                        |                        |                        |                        |                        |                        |                        |                        |                        |                        |                        |                        |                        |
|  | Partidul Social Democrat               | 3          |                        |                        |                        |                        |                        |                        |                        |                        |                        |                        |                        |                        |                        |                        |                        |                        |                        |                        |                        |                        |                        |                        |
|  | Partidul Național Liberal              | 3          |                        |                        |                        |                        |                        |                        |                        |                        |                        |                        |                        |                        |                        |                        |                        |                        |                        |                        |                        |                        |                        |                        |
|  | Alianța pentru Unirea Românilor        | 2          |                        |                        |                        |                        |                        |                        |                        |                        |                        |                        |                        |                        |                        |                        |                        |                        |                        |                        |                        |                        |                        |                        |

## Diviziuni administrative
Județul este format din 45 unități administrativ-teritoriale: 2 municipii, 3 orașe și 40 de comune.
Lista de mai jos conține unitățile administrativ-teritoriale din județul Covasna.
| Stemă              | Nume               | Tip de localitate            | Populație          | Imagine            |
| Municipii și orașe | Municipii și orașe | Municipii și orașe           | Municipii și orașe | Municipii și orașe |
| ------------------ | ------------------ | ---------------------------- | ------------------ | ------------------ |
|                    | Sfântu Gheorghe    | municipiu reședință de județ | 56.006             |                    |
|                    | Târgu Secuiesc     | municipiu                    | 18.491             |                    |
|                    | Baraolt            | oraș                         | 8.672              |                    |
|                    | Covasna            | oraș                         | 10.114             |                    |
|                    | Întorsura Buzăului | oraș                         | 7.528              |                    |
| Comune             |                    |                              |                    |                    |
|                    | Aita Mare          | comună                       | 1.715              |                    |
|                    | Arcuș              | comună                       | 1.519              |                    |
|                    | Barcani            | comună                       | 3.688              |                    |
|                    | Belin              | comună                       | 2.859              |                    |
|                    | Bixad              | comună                       | 1.799              |                    |
|                    | Bodoc              | comună                       | 2.553              |                    |
|                    | Boroșneu Mare      | comună                       | 3.097              |                    |
|                    | Brateș             | comună                       | 1.531              |                    |
|                    | Brețcu             | comună                       | 3.550              |                    |
|                    | Brăduț             | comună                       | 4.728              |                    |
|                    | Bățani             | comună                       | 4.403              |                    |
|                    | Catalina           | comună                       | 3.378              |                    |
|                    | Cernat             | comună                       | 3.978              |                    |
|                    | Chichiș            | comună                       | 1.537              |                    |
|                    | Comandău           | comună                       | 1.006              |                    |
|                    | Dalnic             | comună                       | 956                |                    |
|                    | Dobârlău           | comună                       | 2.135              |                    |
|                    | Estelnic           | comună                       | 1.182              |                    |
|                    | Ghelința           | comună                       | 4.815              |                    |
|                    | Ghidfalău          | comună                       | 2.660              |                    |
|                    | Hăghig             | comună                       | 2.315              |                    |
|                    | Ilieni             | comună                       | 2.036              |                    |
|                    | Lemnia             | comună                       | 1.936              |                    |
|                    | Malnaș             | comună                       | 1.087              |                    |
|                    | Mereni             | comună                       | 1.324              |                    |
|                    | Micfalău           | comună                       | 1.805              |                    |
|                    | Moacșa             | comună                       | 1.201              |                    |
|                    | Ojdula             | comună                       | 3.519              |                    |
|                    | Ozun               | comună                       | 4.430              |                    |
|                    | Poian              | comună                       | 1.768              |                    |
|                    | Reci               | comună                       | 2.304              |                    |
|                    | Sita Buzăului      | comună                       | 4.584              |                    |
|                    | Sânzieni           | comună                       | 4.582              |                    |
|                    | Turia              | comună                       | 4.027              |                    |
|                    | Valea Crișului     | comună                       | 2.307              |                    |
|                    | Valea Mare         | comună                       | 1.051              |                    |
|                    | Vâlcele            | comună                       | 4.475              |                    |
|                    | Vârghiș            | comună                       | 1.647              |                    |
|                    | Zagon              | comună                       | 5.282              |                    |
|                    | Zăbala             | comună                       | 4.597              |                    |